# Konrad de la Fuente
Konrad de la Fuente (Miami, Estats Units, 16 de juliol de 2001) és un futbolista estatunidenc que juga com a davanter al Lausanne.

## Trajectòria

### Joventut
Nascut de pares haitians, De la Fuente es va mudar a Espanya a l'edat de deu anys quan el seu pare va aconseguir feina al consolat d'Haití a Barcelona. Va ser descobert i se li va oferir l'oportunitat de jugar per al FC Barcelona mentre jugava per a l'equip local CF Damm. Des de llavors es va formar en el sistema juvenil del FC Barcelona des que s'hi va unir el 2014.

### F. C. Barcelona "B"
L'1 de desembre de 2018 va jugar 12 minuts amb el FC Barcelona "B" en un partit contra el València CF Mestalla. Va cometre un penal en els últims minuts del joc, la qual cosa va provocar que el seu equip perdés 2–1 temporalment, però el seu company d'equip Ronald Araújo va igualar després, acabant el partit 2–2.
Va ser titular per primera vegada el 15 de desembre de 2019, en una victòria per 3-1 contra el CF La Nucía. Va ser reemplaçat per Dani Morer en el minut 70.
El 28 de juny de 2020 el FC Barcelona va anunciar la seva renovació fins al 2022, amb opció d'ampliar el contracte dos anys més, i que passaria ser jugador del filial amb una clàusula de rescissió de 50 milions d'euros que es duplicarien si arribés al primer equip. El 12 de setembre, en el partit amistós davant el Nàstic de Tarragona, es va convertir en el primer nord-americà a jugar amb el primer equip.

### Olímpic de Marsella
Konrad no va participar com esperava en el primer equip, i malgrat tenir contracte amb el Barça fins a 2022, setmanes abans de fer-se oficial el seu nou fitxatge, tots dos clubs negociaven el traspàs del futbolista al club francès. Van arribar a un acord per un total de 3 milions, i amb un percentatge pels blaugranes en cas de venda. El fitxatge es va fer oficial el 29 de juny de 2021.

## Internacional
Va ser internacional amb la selecció dels Estats Units en les categories sub-16, sub-18 i sub-20.
Amb la selecció sub-20 va participar en la Copa del Món 2019 disputada a Polònia, on van arribar fins als quarts de final quan van ser eliminats contra l'Equador.